# Baculospora
Baculospora — рід грибів. Назва вперше опублікована 1887 року.

## Класифікація
До роду Baculospora відносять 1 вид:
- Baculospora pellucida